# Microula oblongifolia
Microula oblongifolia är en strävbladig växtart som beskrevs av Handel-mazzetti. Microula oblongifolia ingår i släktet Microula och familjen strävbladiga växter. Utöver nominatformen finns också underarten M. o. glabrescens.